# Мария Елизабет фон Шлезвиг-Холщайн-Готорп (1634 – 1665)
Мария Елизабет фон Шлезвиг-Холщайн-Готорп (на немски: Marie Elisabeth von Schleswig-Holstein-Gottorf, * 6 юни 1634 в дворец Готорп, † 17 юни 1665 в Дармщат) е принцеса от Шлезвиг-Холщайн-Готорп и чрез женитба ландграфиня на Хесен-Дармщат.
Тя е дъщеря на херцог Фридрих III (1597–1659) от Шлезвиг-Холщайн-Готорп и на Мария Елизабет (1610–1684), дъщеря на курфюрст Йохан Георг I от Саксония. Тя е сестра на шведската кралица Хедвиг Елеонора.
Мария Елизабет се омъжва 24 ноември 1650 г. за ландграф Лудвиг VI от Хесен-Дармщат (1630–1678). Тя умира на 17 юни 1665 г. Лудвиг VI се жени втори път през 1666 г. за Елизабет Доротея, дъщеря на херцог Ернст I Саксония-Гота-Алтенбург.

## Деца
Мария Елизабет и Лудвиг VI фон Хесен-Дармщат имат осем деца:
- Георг (1654–1655), наследствен принц
- Магдалена Сибила (1652–1712)

∞ 1673 херцог Вилхелм Лудвиг от Вюртемберг (1647–1677)
- София Елеонора (*/† 1653)
- Мария Елизабет (1656–1715)

∞ 1676 херцог Хайнрих от Саксония-Рьомхилд (1650–1710)
- Августа Магдалена (1657–1674)
- Лудвиг VII (1658–1678), ландграф на Хесен-Дармщат
- Фридрих (1659–1676)
- София Мария (1661–1712)

∞ 1681 херцог Християн от Саксония-Айзенберг (1653–1707)